# Quận Marin, California
Quận Marin là một quận trong tiểu bang California, Hoa Kỳ. Quận lỵ đóng tại thành phố San Rafael2. Theo Cục điều tra dân số Hoa Kỳ, dân số năm 2000 của quận này là 247.289 người 2.
Đây là quận có thu nhập bình quân đầu người cao thứ 5 trong các quận của Hoa Kỳ, với mức hàng năm 91.483 đô la Mỹ.